# Glenr
Glenr (altnordisch ɡlenz̠, „Öffnung in den Wolken“) ist in der nordischen Mythologie der Ehemann der Göttin Sól, die die Pferde der Sonne über den Himmel treibt.
Glenr ist laut Gylfaginning auch ein alternativer Name für Glær, eines der Pferde, die von den Göttern geritten werden.